# Памятник Лебедеву-Полянскому
Памятник Лебедеву-Полянскому — скульптурное изваяние, поставленное в честь советского революционера и литературоведа Павла Ивановича Лебедев-Полянского, расположенное во Владимире. Памятник был установлен 25 июля 1959 года в сквере перед зданием ВГГУ. Памятник представляет собой гранитный бюст, установленный на четырёхгранном гранитном постаменте. Он удачно вписался в небольшое свободное пространство возле Золотых ворот. Ранее на месте, где сегодня стоит памятник Лебедеву-Полянскому, стоял памятник Николаю Васильевичу Гоголю.